# Киллорн, Алекс
Александер (Алекс) Киллорн (англ. Alexander Killorn; 14 сентября 1989, Галифакс, Новая Шотландия, Канада) — профессиональный канадский хоккеист, центральный нападающий и альтернативный капитан клуба НХЛ «Анахайм Дакс». Двукратный обладатель Кубка Стэнли (2020, 2021) в составе «Тампа-Бэй Лайтнинг».

## Детство и юность
Алекс Киллорн родился в Галифаксе (столица Новой Шотландии), но вырос в Биконсфилде (Квебек) и учился в монреальской католической школе Loyola High School. Он отыграл один сезон в Юниорской хоккейной лиге Квебека (2005/06). Киллорн 2 года обучался в академии Дирфилда (Массачусетс, США), после чего поступил в Гарвардский университет.

## Хоккейная карьера

### «Гарвард Кримсон»
На драфте НХЛ 2007 года Киллорн был выбран клубом «Тампа-Бэй Лайтнинг» под 77-м номером. В 2008—2012 годах он выступал за студенческую команду «Гарвард Кримсон», в 2011 и 2012 годах номинировался на Хоби Бэйкер Эворд (англ. Hobey Baker Award) — приз лучшему игроку университетского хоккея. В последний сезон в «Гарварде» Киллорн был альтернативным капитаном команды. Всего за «Кримсон» Алекс сыграл 130 матчей и набрал 109 очков за результативность (53+56).

### АХЛ
19 марта 2012 года Киллорн подписал с «Лайтнинг» двухлетний контракт новичка и отправился в фарм-клуб «молний» — «Норфолк Эдмиралс» из Американской хоккейной лиги. «Норфолк» под руководством тренера Джона Купера завершил сезон 28-матчевой победной серией в АХЛ, что стало рекордом для профессионального североамериканского хоккея, и впервые в истории выиграл Кубок Колдера. Киллорн принял участие в 17 матчах плей-офф из 18 и заработал 12 очков. Единственный матч он пропустил, потому что уехал на церемонию вручения диплома в Гарварде.
Сезон 2012/13 Киллорн начал в другом клубе АХЛ — «Сиракьюз Кранч» (летом 2012 года «Тампа-Бэй Лайтнинг» и «Анахайм Дакс» обменялись фарм-клубами). Киллорн сыграл за «Кранч» 44 матча и набрал 38 очков.

### «Тампа Бэй Лайтнинг»
10 февраля 2013 года Киллорн дебютировал в Национальной хоккейной лиге, сыграв в матче «Тампы» с «Нью-Йорк Рейнджерс» (1:5). Алекс сделал результативную передачу на Венсана Лекавалье, который забил единственный гол «молний». По ходу сезона 2012/13 из «Сиракьюза» в «Тампу» перешёл и Джон Купер, сменивший на посту главного тренера отправленного в отставку Ги Буше, а также целая группа хоккеистов, выигравших Кубок Колдера. Киллорн провёл 38 матчей в «локаутном» чемпионате из 48 игр и набрал 19 очков.

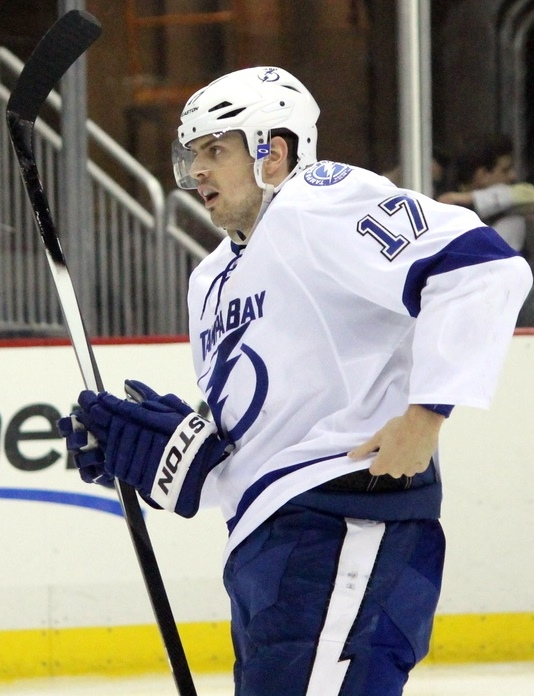
Алекс Киллорн на разминке (22 марта 2014)

В следующем сезоне Киллорн сыграл все 82 матча регулярного чемпионата и набрал 41 очко (17+24). Весной 2014 года он дебютировал в плей-офф Кубка Стэнли, откуда «Лайтнинг» вылетели в первом же раунде, уступив «Канадиенс». 19 июня 2014 года Киллорн заключил новый двухлетний контракт с «Тампой».
В розыгрыше Кубка Стэнли 2014/15 «Тампа» дошла до финала, где «молнии» уступили «Чикаго Блэкхокс» в 6 матчах. Киллорн отыграл все 26 матчей и набрал 18 очков (9+9). Он установил несколько рекордов для выпускников Гарварда, впервые забив в финальной серии и записав на свой счёт наибольшее количество баллов в плей-офф. Кроме того, Киллорн забил победный гол в 7-м матче финала конференции, когда при счёте 0:0 отправил шайбу в ворота голкипера «Нью-Йорк Рейнджерс» Хенрика Лундквиста.
Летом 2016 года Киллорн подписал с «Тампой» 7-летний контракт со среднегодовым окладом в $4,45 млн. В следующие сезоны он постоянно играл за «Лайтнинг», почти не пропуская матчи из-за травм и дисквалификаций. В сезоне 2018/19 Алекс забил 100-й гол в НХЛ и сделал первый хет-трик в карьере, забросив три шайбы в ворота «Вашингтон Кэпиталс». «Тампа» повторила рекорд «Детройт Ред Уингз», одержав 62 победы в регулярном чемпионате 2018/19, но вылетела из плей-офф уже в первом раунде, всухую проиграв серию «Коламбус Блю Джекетс» (0:4).
В 2020 году «Тампа», будучи одним из главных претендентов на победу, выиграла Кубок Стэнли, а в следующем сезоне смогла повторить этот успех. Киллорн полностью отыграл плей-офф 2019/20 (не считая пропуска одного матча из-за дисквалификации), но не смог завершить плей-офф через год: в первой игре финальной серии он получил травму, заблокировав бросок Джеффа Петри из «Монреаль Канадиенс». До конца серии Алекс ни разу не выходил на лёд, его место в составе «Лайтнинг» занял Матьё Жозеф. Тем не менее, Киллорн остался в числе лучших снайперов Кубка Стэнли (больше него забил только другой нападающий «Тампы» — Брэйден Пойнт).
Во время финальной серии против «Монреаля» Киллорн перенёс операцию на левой ноге: малоберцовая кость была сломана после броска Петри. За лето Алекс восстановился от последствий травмы, и новый сезон стал для него самым результативным в карьере, Киллорн впервые набрал больше 50 очков за регулярный чемпионат (25+34). «Лайтнинг» вышли в финал Кубка Стэнли трижды подряд, но на этот раз проиграли «Колорадо Эвеланш». По итогам сезона Киллорн был номинирован «Тампой» на Билл Мастертон Трофи, но не получил этот приз, который достался вратарю «Канадиенс» Кэри Прайсу.

## Достижения

### Командные
| Год                    | Команда            | Достижение                            | Достижение |
| ---------------------- | ------------------ | ------------------------------------- | ---------- |
| АХЛ                    |                    |                                       |            |
| 2012                   | Норфолк Эдмиралс   | Обладатель Кубка Колдера              |            |
| НХЛ                    |                    |                                       |            |
| 2015, 2020, 2021, 2022 | Тампа-Бэй Лайтнинг | Обладатель Приза принца Уэльского (4) |            |
| 2019                   | Тампа-Бэй Лайтнинг | Обладатель Президентского Кубка       |            |
| 2020, 2021             | Тампа-Бэй Лайтнинг | Обладатель Кубка Стэнли (2)           |            |
| Международные          |                    |                                       |            |
| 2017                   | Сборная Канады     | Серебряный призёр чемпионата мира     |            |

## Статистика выступлений
Статистика на 21 апреля 2024 года

## Комментарии
1. ↑  Награда вручается за верность хоккею в сочетании с высоким спортивным мастерством. Каждый клуб НХЛ выставляет по одному претенденту из числа своих хоккеистов.